# Свети Илия (Рич)
Вижте пояснителната страница за други значения на Свети Илия.
„Свети Илия“ (на македонска литературна норма: „Свети Илија“) е православна църква в струмишкото село Рич, Северна Македония. Част е от Струмишката епархия на Македонската православна църква – Охридска архиепископия.
Храмът е изграден в 1870 година. В 1935 година храмът е изграден наново. Храмът е трикорабна псевдобазилика с равен дървен таван на трите кораба.